# Pierre-Laurent Ellenberger
Pierre-Laurent Ellenberger, né à Genève en 1943 et mort le 13 avril 2002, est un écrivain, poète et enseignant vaudois.

## Biographie
Pierre-Laurent Ellenberger fait des études classiques avant de se spécialiser dans l'étude du grec ancien. 
Cet helléniste s'essaie à tous les genres, du drame théâtral au spectacle musical : il commence par publier des pièces de théâtre et compose de nombreuses chansons ainsi que des chœurs et poèmes musicaux. 
Parallèlement à son enseignement du grec, du latin et de l'histoire à l'École Nouvelle de la Suisse Romande (ENSR) à Lausanne, Pierre-Laurent Ellenberger écrit et publie plusieurs romans : Passé le grand eucalyptus (1991), couronné par le Prix du Canton de Berne, Pilou boy en hiver (1994), La Bataillère (1997). Grand amateur de marche, il consacre l'un de ses livres, Le marcheur illimité (1998) à cette incurable manie. Avec son dernier livre La fête en ville (1999), il évoque sa fascination pour la cité médiévale de Fribourg.
Le 13 avril 2002, Pierre-Laurent Ellenberger meurt à la suite d'une maladie laissant quelques manuscrits importants inédits dont Ollog et le sultan qui paraît aux éditions de l'Aire en 2003.

## Publications
- Passé le grand eucalyptus, 1991
- Pilou boy en hiver, 1994
- La Bataillère, 1997
- Le marcheur illimité, 1998
- La fête en ville, 1999
- Ollog et le sultan, Vevey, 2004 (publication posthume)
- Pour toi la guerre est finie, roman, Vevey, 2006 (publication posthume)

## Distinctions
- Prix du Canton de Berne pour Passé le grand eucalyptus